# Tubucella papillosa
Tubucella papillosa is een mosdiertjessoort uit de familie van de Margarettidae. De wetenschappelijke naam van de soort is voor het eerst geldig gepubliceerd in 1848 door Reuss.